# جوشوا فيشر
جوشوا فيشر (بالإنجليزية: Joshua Fisher)‏ هو مغن مؤلف بريطاني، ولد في 25 أكتوبر 1989 في لندن في المملكة المتحدة.

## وصلات خارجية
- الموقع الرسمي
- جوشوا فيشر على موقع ميوزك برينز (الإنجليزية)
- جوشوا فيشر على موقع ديسكوغز (الإنجليزية)